# Viorel Ion
Viorel Ion est un footballeur roumain né le 2 novembre 1967 à Mărăcineni.

## Carrière
- 1986-1991 : Gloria Buzău  Roumanie
- 1991-1992 : Oțelul Galați  Roumanie
- 1992-1995 : Steaua Bucarest  Roumanie
- 1995-1998 : Oțelul Galați  Roumanie
- 1998-1999 : VfL Bochum  Allemagne
- 1999-2000 : Gloria Buzău  Roumanie
- 2000-2001 : Rapid Bucarest  Roumanie
- 2001-2003 : Gloria Buzău  Roumanie
- 2003-2004 : Rulmentul Alexandria  Roumanie
- 2004-2005 : Dunărea Galați  Roumanie
- 2005-2008 : Gloria Buzău  Roumanie

## Sélections
- 4 sélections et 0 but avec l'équipe de Roumanie entre 1991 et 1997.